# Бардышев, Сергей Прокопьевич
Сергей Прокопьевич Бардышев (12 сентябрь 1870 — ?) — крестьянин, депутат Государственной думы III созыва от Ярославской губернии.

## Биография
Крестьянин из деревни Федёрково. Образование начальное, выпускник Угличского городского училища. Земский гласный. Занимался сельским хозяйством на землях площадью 104 десятины. В момент думских выборов был женат.
Избран  Государственную думу III созыва на дополнительных выборах вскоре после 3 мая 1909 на место умершего А. П. Кожевникова. Вошёл в состав фракции Прогрессистов. Состоял в Финансовой комиссии Думы.
Дальнейшая судьба и дата смерти неизвестны.

### Архивы
- Российский государственный исторический архив. Фонд 1278. Опись 9. Дело 55. Лист 1-19 оборот.